# منكر ونكير
منكر ونكير في الإسلام، هما ملكان يختبران المرء في قبره بسؤاله عن ربه ودينه ونبيه. الأسئلة التي يوجهها الملكان للميت في قبره هي: من ربك؟ وما دينك؟ وما هذا الرجل الذي بعث فيكم؟

## الإشارات الدينية
يستدل المسلمون على وجود هذين الملكين في القرآن والسنة بما يلي: ذكر القرآن الكريم: ﴿النَّارُ يُعْرَضُونَ عَلَيْهَا غُدُوًّا وَعَشِيًّا وَيَوْمَ تَقُومُ السَّاعَةُ أَدْخِلُوا آلَ فِرْعَوْنَ أَشَدَّ الْعَذَابِ ۝٤٦﴾ (سورة غافر، الآية46). وورد في كتب الحديث الصحاح لدى السنة مثل كتابي مسلم والبخاري على لسان النبي الكريم محمد صلى اللّٰه عليه وسلم «إن العبد إذا وضع في قبره وتولى عنه أصحابه وإنه ليسمع قرع نعالهم أتاه ملكان فيقعدانه فيقولان ما كنت تقول في هذا الرجل لمحمد صلى الله عليه وسلم فأما المؤمن فيقول أشهد أنه عبد الله ورسوله فيقال له انظر إلى مقعدك من النار قد أبدلك الله به مقعدا من الجنة فيراهما جميعا قال قتادة وذكر لنا أنه يفسح في قبره ثم رجع إلى حديث أنس قال: وأما المنافق والكافر فيقال له ما كنت تقول في هذا الرجل فيقول لا أدري كنت أقول ما يقول الناس فيقال لا دريت ولا تليت ويضرب بمطارق من حديد ضربة فيصيح صيحة يسمعها من يليه غير الثقلين»
تناقلت الأخبار الصحيحة وهو ما اتفق عليه أصحاب المذاهب الإسلامية الصحيحة أن الله ينزل على نزيل القبر الجديد ملكين يقومون بمحاسبته في قبره فيسألانه عن ربه ودينه ونبيه وكتابه وامامة وعمره وماله، فأن أجاب بالحق استقبل من قبل الملائكة بالريح والريحان وكان قبره روضة من رياض الجنة وأن تلجج لسانه بالإجابة تكشف له منزله بالنار واستقبلته الملائكة بنزل من حميم.
وبالتالي فإن منكراً ونكيراً هما الملكان اللذان يسألان العباد بعد خروجهم من الدنيا، وسبب تسميتهما هو نكارة العبد المسؤول لهما وعدم معرفته ورؤيته في السابق لمثل شكلهما.
وأما صفتهما فهما أسودان أزرقان كما ثبتت الأحاديث بذلك، ذكر ابن حجر في الفتح رواية عن الطبراني في الأوسط في بيان صفتهما قال فيها: أعينهما مثل قدور النحاس وأنيابهما مثل صياصي البقر وأصواتهما مثل الرعد، قال ونحوه لعبد الرزاق من مرسل عمرو بن دينار وزاد يحفران بأنيابهما ويطآن في شعورهما معهما مرزبة لو اجتمع عليها أهل أمتي لم يقلوها.
وأما عذاب القبر فيقع على الروح والجسد كما رجح ابن تيمية، وقد ثبتت النصوص المفيدة لعذاب القبر ولقدرة الله.
وأما اسوداد وجه من مات على الكفر عند موته فلا يوجد فيه نصاً، علماً بأنه يذكر الناس وقوعه كثيراً، ولكن الثابت في النص هو اسوداد وجهه يوم القيامة يوم تبيض وجوه وتسود وجوه كذا قال ابن كثير والقرطبي، ويدل له قول الله: وَيَوْمَ الْقِيَامَةِ تَرَى الَّذِينَ كَذَبُواْ عَلَى اللَّهِ وُجُوهُهُم مُّسْوَدَّةٌ أَلَيْسَ فِي جَهَنَّمَ مَثْوًى لِّلْمُتَكَبِّرِينَ {الزمر:60}.

## مواضيع متعلقة
- عذاب القبر
- جهنم
- مالك خازن النار
- الزبانية
- حملة العرش
- هاروت وماروت